# Rožansko narečje
Rožansko narečje (rožanščina) je narečje slovenskega jezika, ki spada v  koroško narečno skupino. Govori se na področju Roža, vzhodno od Beljaka in Baškega jezera vse do Žitare vasi in  Klopinjskega jezera. Na svojem jugovzhodu se preliva v obirsko narečje. Poglavitna naselja v območju rožanskega narečja so Vernberk, Kostanje, Vrba ob Vrbskem jezeru, Bilčovs, Kotmara vas, Vetrinj, Grabštanj, Tinje, Rožek (severno od reke Drave) in Šentjakob v Rožu, Bistrica v Rožu, Slovenji Plajberk, Borovlje, Sele in  Galicija (južno od reke Drave).